# Las truchas
Las truchas is een Spaanse dramafilm uit 1978 onder regie van José Luis García Sánchez. Hij won met deze film de Gouden Beer op het filmfestival van Berlijn.

## Verhaal
Enkele gezagsdragers uit de tijd van Franco worden ziek na het eten van bedorven forellen. Het keukenpersoneel neemt echter gezond en vrolijk de benen.

## Rolverdeling
| Acteur            | Personage |
| ----------------- | --------- |
| Héctor Alterio    | Gonzalo   |
| Juan Amigo        | Emiliano  |
| Francisco Casares | Camarero  |
| Roberto Font      | Sebastián |
| Manuel Huete      | Adolfo    |